# Fiat Aviazione

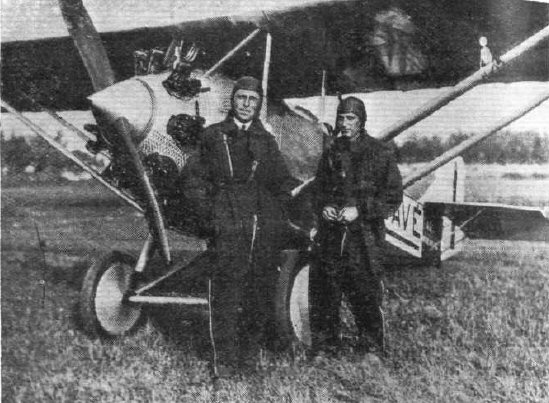
Um Fiat AS.1

Fiat Aviazione foi uma fabricante de aeronaves italiana, parte Grupo Fiat, focado principalmente em aviação militar. Após a Primeira Guerra Mundial, a Fiat consolidou vários pequenos fabricantes de aeronaves, como a Pomilio e a Ansaldo. Os mais famosos foram os caças biplanos da década de 1930, o  Fiat CR.32 e o Fiat CR.42. Outros projetos notáveis foram os caças CR.20, G.50, G.55 e um bombardeiro, o Fiat BR.20. Na década de 1950, a empresa projetou o caça-bombardeiro leve G.91.
Em 1969, a Fiat Aviazione fundiu-se com a Aerfer para criar a Aeritalia, que posteriormente se tornaria a Alenia Aeronautica em 1990.

## História

### O início
Em 1908, a produção aeronáutica começou a dar seus primeiros passos em Turim, pela Fiat, com a decisão de projetar e produzir um motor, o SA 8/75, derivado de carros de corrida. Foi o início de uma história centenária, cuja herança hoje é ligada diretamente à Avio. O primeiro motor produzido em massa pela Fiat foi o A10, com 1.070 unidades produzidas entre 1914 e 1915. Neste ponto, a era pioneira havia chego ao fim e a empresa decidiu projetar e construir aeronaves completas. Então, em 1916 a Società Italiana Aviazione foi fundada, mudando seu nome em 1918 para Fiat.
Em Turim, além de motores aeronáuticos, a Fiat diversificou a produção com a constituição em 1909 da Fiat San Giorgio para produção de motores náuticos a diesel, área a partir da qual se seguiram as atividades na área de motores industriais para geração de energia elétrica. Em Colleferro (Roma), a empresa Bombrini Parodi-Delfino - BPD, estabelecida em Génova em 1912, começou a fabricar explosivos e produtos químicos, da qual originou o segmento aeroespacial posteriormente.
No campo aeronáutico, as raízes cresceram em Brindisi com a SACA. Gradualmente, muitas outras foram iniciadas, como a CMASA di Marina em Pisa, fundada em 1921 pelo engenheiro alemão Claudius Dornier, em colaboração com Rinaldo Piaggio e Attilio Odero. Finalmente, interações e trocas, acumulação de habilidades e experiências e um estímulo multi-facetado veio a partir de muitas formas variadas, de uma colaboração internacional que ocorreu com grandes empresas como a General Electric, Rolls-Royce, Pratt & Whitney e Eurocopter, mencionando apenas alguns importantes nomes com os quais as atuais parcerias datam de mais de meio século atrás.

### De biplanos a aviões a jato
Após o projeto pioneiro em motores aeronáuticos no início do século vinte, contra a opinião de diretores em relação a novas tecnologias e áreas de atividade,  Giovanni Agnelli, um dos fundadores da Fiat, e o diretor técnico Guido Fornaca, apoiaram a produção aeronáutica, iniciando uma base industrial durante a Primeira Guerra Mundial para atender a pedidos militares. Assim sendo, a Società Italiana Aviazione foi estabelecida em 1916, passando posteriormente para a seção de aviação da Fiat em 1918. O primeiro motor produzido em massa, o Fiat A.10, foi instalado em inúmeras aeronaves entre 1914 e 1915, tal como o Farman, posteriormente produzido sob licença, e o bombardeiro trimotor Caproni Ca.32. 

### Após a Primeira Guerra Mundial
Com o fim da primeira Guerra Mundial, os recursos técnicos acumulados durante o conflito foram direcionados ao emergente setor de aviões comerciais. A produção de aeronaves completas, já iniciadas com a série SP, foram intensificadas sob a direção do engenheiro Celestino Rosatelli, que iniciou seus trabalhos com a Fiat em 1918. Por cerca de quinze anos, Rosatelli contribuiu com os famosos caças CR e BR e bombardeiros, graças à seus motores altamente técnicos e confiáveis, atingindo um número de recordes mundiais: potência, com o A.14 de 700 hp (522 kW), produzido entre 1917 e 1919; velocidade, com 300 km/h (162 kn) atingidos pelo R700 em 1921; velocidade e aeronavegabilidade, com o motor AS2 que, instalado em um Idromacchi M20, estabeleceu o recorde de velocidade para hidroaviões e venceu a prestigiada Copa Schneider em 1926; e velocidade novamente com o novo recorde atingido por Francesco Agello em 1934 em uma aeronave motorizada com um Fiat AS6 de 3 100 hp (2 310 kW). 

### Fusão com a Società Aeronautica d’Italia
Em 1926, com a aquisição da fábrica Ansaldo em Corso Francia, Turim, a Fiat Aviazione fundiu-se com a Società Aeronautica d’Italia. Em 1931, Vittorio Valletta, então Gestor Geral da Fiat, oportunizou a um jovem engenheiro, Giuseppe Gabrielli, a chefia do Escritório Técnico de Aviação. Em 1934, a aquisição da CMASA marcou a entrada da Fiat na produção de hidroaviões. Muitos dos alvos alcançados pelos próximos trinta anos foram ligados à genilidade de Gabrielli, que rapidamente fez seu nome, iniciando com o G.2, um avião comercial para seis passageiros, destinado ao uso da Società Aviolinee Italiane, cuja principal sócia era a própria Fiat.
Enquanto os investimentos no setor de transporte de passageiros e carga continuou com a abertura de rotas europeias por empresas aéreas que utilizaram os monoplanos bimotores G.18 e APR.2, o G.50 foi produzido em 1937, na fábrica da CMASA em Marina di Pisa, sendo o primeiro caça monoposto empregado pela Força Aérea Italiana. 

### Após a Segunda Guerra Mundial
Em 1949, passado as incertezas e dificuldades da Segunda Guerra Mundial, as atividades da Fiat foram reorganizadas na área da aviação. Atrasos nas linhas de produção acumularam-se nos anos da autarquia que logo foram resolvidos pelas competências técnicas de Gabrielli e o novo clima da colaboração europeia. Em 1951, Gabrielli havia projetado o G.80, o primeiro avião a jato italiano motorizado com um motor turbojato de Havilland Goblin.
No início da década de 1950, a Fiat Aviazione iniciou um reavivamento em sua produção, através de pedidos feitos de empresas dos Estados Unidos e, em particular, era a única empresa na Europa a obter a licença da OTAN para a construção do F86 K. A Fiat entrou em um acordo com a General Electric e a Pratt & Whitney para a produção de componentes de seus motores a jato. A experiência obtida através deste trabalhou permitiu que a empresa participasse de um pedido internacional da OTAN em 1954 para um caça tático leve. No ano seguinte, o projeto italiano denominado G.91, recebeu um pedido de produção de três protótipos, assim como seus competidores ingleses e franceses, saindo como vencedor na decisão final que ocorreu em 1958. O G.91 foi definido como caça leve padrão na zona europeia, tornando-se o avião italiano pós-guerra mais importante, com mais de 700 unidades produzidas, em sua maioria para exportação.
Em 1961, participou como principal contratada para a produção do F-104G da OTAN e, sob tais circunstâncias, estabeleceu relações de colaboração com a Alfa Romeo Avio em Pomigliano d'Arco, Nápoles, controlada diretamente pela empresa estatal Finmeccanica. A partir da metade da década de 1950, sob a direção do engenheiro Stefanutti, a Alfa Romeo Avio também havia intensificado suas relações com a General Electric e Rolls-Royce para a produção de motores aeronáuticos. Na segunda metade da década de 1960, após pedidos consistentes do DC-9 para a Alitalia, controlada pelo estado, foi também iniciada uma colaboração entre a McDonnell Douglas e a Aerfer, uma empresa de construção aeronáutica e ferroviária estabelecida pela Finmeccanica em 1950 como parte do Centro Aeronáutico em Pomigliano d'Arco.

### Criação da Aeritalia
Em 1969, a Fiat e a Finmeccanica iniciaram a Aeritalia, para qual a Fiat delegou suas atividades aeronáuticas.
Subsequentemente, através de diferentes colaborações internacionais, especializou-se no desenvolvimento e produção de componentes para a "seção quente" de motores a jato e a revisão de motores aeronáuticos civis.
Por sua parte, a Fiat concentrou-se na produção de motores e transmissões para helicópteros, montados pela Fiat Aviazione em 1976, com 3.700 empregados em dois centros de produção, Turim e Brindisi.
Esta escolha era consistente com a transformação do cenário mundial da indústria aeronáutica, caracterizada pela formação de alguns grandes grupos, com a crescente internacionalização. Uma dupla necessidade surgiu, por um lado, de colocar em campo colaborações cruciais para reunir os recursos financeiros e as competências tecnológicas exigidas por uma produção cada vez mais sofisticada na área dos materiais, eletrônicos e sistemas de segurança e por outro lado, identificar as áreas de especialização na qual seria líder em um mercado global. O programa de refinamento e melhoria no controle de qualidade foi um fator estratégico que trouxe o crescimento e sucesso da Fiat Aviazione durante estes anos.

### Fiat Avio
Com a mudança do nome da empresa para Fiat Avio em 1989, a empresa de Turim colaborou com o projeto e fabricação de sistemas de propulsão para o Panavia Tornado e Harrier Jump Jet no setor militar, e com a Boeing e Airbus no setor civil. 
Em 1997, a aquisição da parte da Alfa Romeo Avio da Finmeccanica foi chave para o projeto estratégico nacional que visava reduzir a fragmentação excessiva das empresas italianas, aumentando assim a competitividade através de sinergias mais sistemáticas.

## Produtos

### Aeronaves
- Fiat AN.1
- Fiat APR.2
- Fiat AS.1

Giuseppe Gabrielli
- Fiat G.2
- Fiat G.5
- Fiat G.8
- Fiat G.12
- Fiat G.18
- Fiat G.46
- Fiat G.49
- Fiat G.50
- Fiat G.55
- Fiat G.61
- Fiat G.80
- Fiat G.82
- Fiat G.91
- Fiat G.91Y
- Fiat G.212
- Fiat G.222

Aldo Guglielmetti
- Fiat BGA

Celestino Rosatelli
- Fiat B.R.
- Fiat B.R.1
- Fiat B.R.2
- Fiat BR.20
- Fiat BRG
- Fiat C.29
- Fiat CR.1
- Fiat CR.20
- Fiat CR.25
- Fiat CR.30
- Fiat CR.32
- Fiat C.R.33
- Fiat C.R.40
- Fiat C.R.41
- Fiat CR.42
- Fiat R.2
- Fiat R.22
- Fiat-Ansaldo A.120
- Fiat-Ansaldo A.S.1
- Fiat CANSA F.C. 12
- Fiat CANSA F.C.20
- Fiat RS.14
- Fiat M.F.4

Helicópteros
- Fiat 7002

### Motores aeronáuticos
- Fiat SA8/75
- Fiat S.55
- Fiat A.10
- Fiat A.12
- Fiat A.14
- Fiat A.15
- Fiat A.20
- Fiat A.22
- Fiat A.24
- Fiat A.25
- Fiat A.30
- Fiat A.50
- Fiat A.53
- Fiat A.54
- Fiat A.55[4]
- Fiat A.58[4]
- Fiat A.59
- Fiat A.60
- Fiat A.74
- Fiat A.76
- Fiat A.78[4]
- Fiat A.80
- Fiat A.82
- Fiat AS.2 Troféu Schneider 1926
- Fiat AS.3
- Fiat AS.5 Troféu Schneider 1929
- Fiat AS.6 Troféu Schneider 1931
- Fiat AN.1 Diesel
- Fiat 4002
- Fiat 4004
- Fiat 4301
- Fiat 4700